# I liga chilijska w piłce nożnej (2004)
Chile 2004
Mistrzem Chile turnieju Apertura został klub Club Universidad de Chile, natomiast wicemistrzem Chile  – Cobreloa.
Mistrzem Chile turnieju Clausura został klub Cobreloa, natomiast wicemistrzem Chile  – Unión Española.
Do Copa Libertadores w roku 2005 zakwalifikowały się następujące kluby:
- Club Universidad de Chile – mistrz Chile turnieju Apertura
- Cobreloa – mistrz Chile turnieju Clausura
- CSD Colo-Colo – najlepszy zespół fazy ligowej turnieju Clausura z tych, które nie zdobyły w tym sezonie tytułu mistrza

Do Copa Sudamericana w roku 2004 zakwalifikowały się następujące kluby:
- Santiago Wanderers (Liguilla Pre-Copa Sudamericana)
- Universidad Concepción (Liguilla Pre-Copa Sudamericana)

Nikt nie spadł z powodu powiększenia ligi z 18 do 20 klubów.
Z drugiej ligi awansowały następujące kluby:
- Deportes Melipilla – mistrz II ligi
- Deportes Concepción – wicemistrz II ligi

## Torneo Apertura 2004

### Apertura 1
| Data          | Mecz |
| ------------- | --- |
| 6 lutego 2004 | Santiago Wanderers – Cobreloa 1:0 Rodrigo Núñez 36 |
| 7 lutego 2004 | Temuco – Universidad Concepción 0:5 Alejandro Vásquez 33, Mario Cáceres 41, Juan José Ribera 77, Mario Cáceres 83, Fernando Solís 86k                              |
| 7 lutego 2004 | Unión Española – CD Palestino 3:5 Sebastián Rozental 36, José Luis Sierra 63, Elton Troncoso 77 – Roberto Castillo 22, 28, 66, Angel Carreño 46, Sergio Herrera 56 |
| 7 lutego 2004 | CSD Rangers – La Serena 1:4 Luis Díaz 89 – Felipe Flores 37, 47, 67, 71                                                                                            |
| 7 lutego 2004 | Coquimbo Unido – CD Cobresal 2:1 Marcelo Corrales 46, Hugo Bravo 60 – Axel Ahumada 57k                                                                             |
| 7 lutego 2004 | CD Universidad Católica – Audax Italiano 3:2 Eduardo Rubio 18, Esteban Valencia 49, Sebastián Taborda 84 – Humberto Suazo 76, Luis Medina 82k                      |
| 8 lutego 2004 | CD Huachipato – Unión San Felipe 0:0 |
| 8 lutego 2004 | Puerto Montt – Everton Viña del Mar 3:2 Carlos Cáceres 9, David Reyes 25, Angelo Alvarado 83 – Ariel Pereyra 47, Nicolás Diez 79                                   |
| 8 lutego 2004 | CSD Colo-Colo – Club Universidad de Chile 0:4 Diego Rivarola 26, Manuel Iturra 50, Sergio Gioino 71, 81                                                            |

### Apertura 2
| Data           | Mecz |
| -------------- | --- |
| 13 lutego 2004 | Audax Italiano – Coquimbo Unido 5:2 Luis Medina 50k, 60k, Humberto Suazo 63, 80, 84 – Juan González 18, Miguel Romero 81               |
| 14 lutego 2004 | Universidad Concepción – Santiago Wanderers 2:1 Luis Pedro Figueroa 23, 35 – Paulo Pérez 42                                            |
| 14 lutego 2004 | CD Cobresal – CSD Colo-Colo 0:1 Marcelo Espina 48                                                                                      |
| 14 lutego 2004 | Club Universidad de Chile – CSD Rangers 2:0 Sergio Gioino 25, Diego Rivarola 48                                                        |
| 14 lutego 2004 | La Serena – Unión Española 2:4 Felipe Flores 48, Mauricio Salazar 82 – Rodrigo Ríos 18, Sebastián Rozental 28, José Luis Sierra 42, 81 |
| 14 lutego 2004 | CD Palestino – Puerto Montt 2:0 Alejandro González 17, Mario Berríos 26                                                                |
| 15 lutego 2004 | Everton Viña del Mar – Unión San Felipe 0:1 Héctor Santibáńez 29                                                                       |
| 15 lutego 2004 | Cobreloa – CD Universidad Católica 2:1 Jonathan Cisternas 6, Patricio Galaz 76 – Miguel Ponce 55                                       |
| 15 lutego 2004 | Temuco – CD Huachipato 1:3 César Díaz 36k – Rodrigo Millar 45, Héctor Mancilla 65, Federico Bongioanni 70                              |

### Apertura 3
| Data           | Mecz |
| -------------- | --- |
| 20 lutego 2004 | Santiago Wanderers – Temuco 2:0 José Franco 1, 4 |
| 21 lutego 2004 | Unión San Felipe – CD Palestino 2:3 Héctor Santibáńez 34, Freddy Armijo 59 – Alejandro González 14, Cristian Fabbiani 57, Roberto Castillo 58                                                             |
| 21 lutego 2004 | Unión Española – Club Universidad de Chile 3:1 Eduardo Arancibia 2, José Luis Sierra 25, Juan Pablo Toro 83 – José Rojas 41 mecz przerwany w 87 minucie z powodu zamieszek na trybunach – wynik zachowano |
| 21 lutego 2004 | CSD Rangers – CD Cobresal 2:4 Cristián Montecinos 31k, Juan Luis Lobos 85 – Axel Ahumada 15, 45, Pablo Gilabert 70, Jorge Baeza 75                                                                        |
| 21 lutego 2004 | Coquimbo Unido – Cobreloa 3:3 Juan Luis González 42s, Miguel Romero 83, 90 – Daniel Fernández 13, 65, Fernando Cornejo 61                                                                                 |
| 21 lutego 2004 | CD Universidad Católica – Universidad Concepción 3:4 Fernando Solís 31s, Darío Husaín 63, Sebastián Taborda 79 – Mario Cáceres 28, 83, 86, Juan José Ribera 54                                            |
| 22 lutego 2004 | CD Huachipato – Everton Viña del Mar 2:4 Héctor Mancilla 22, Rodrigo Millar 31 – Héctor Suazo 33, Nicolás Diez 54, Ariel Pereyra 64, Víctor González 76                                                   |
| 22 lutego 2004 | Puerto Montt – La Serena 1:2 Jorge Gálvez 92 – Felipe Flores 56, Andrés Vásquez 62 |
| 22 lutego 2004 | CSD Colo-Colo – Audax Italiano 2:1 Marcelo Espina 63, Raul Muñoz 89s – Boris Rieloff 17 |

### Apertura 4
| Data           | Mecz |
| -------------- | --- |
| 27 lutego 2004 | Universidad Concepción – Coquimbo Unido 5:0 Ricardo Viveros 21, Rodrigo Rain 26, Patricio Neira 48, Fernando Solís 54, Esteban Paredes 60                        |
| 27 lutego 2004 | CD Palestino – Everton Viña del Mar 4:0 Jorge Muñoz 36, 75, Angel Carreño 62, Roberto Bishara 92                                                                 |
| 28 lutego 2004 | Santiago Wanderers – CD Huachipato 0:2 Héctor Mancilla 36k, 62                                                                                                   |
| 28 lutego 2004 | Temuco – CD Universidad Católica 1:0 Albert Acevedo 82s |
| 28 lutego 2004 | Club Universidad de Chile – Puerto Montt 6:1 Diego Rivarola 11, 88, Mauricio Tampe 25, Arnaldo Espínola 56, Marco Olea 77, Sergio Gioino 93k – Carlos Cáceres 82 |
| 28 lutego 2004 | La Serena – Unión San Felipe 3:0 Sergio Navea 1, Felipe Flores 45, 46                                                                                            |
| 29 lutego 2004 | Cobreloa – CSD Colo-Colo 3:0 Patricio Galaz 23, 65, 86 |
| 29 lutego 2004 | Audax Italiano – CSD Rangers 3:1 Carlos Reyes 8, 32, Luis Medina 74k – Sergio Vásquez 66                                                                         |
| 29 lutego 2004 | CD Cobresal – Unión Española 3:4 Emiliano Castillo 25, Axel Ahumada 44k, Víctor Berríos 66 – José Luis Sierra 41, 93, Sebastián Rozental 51, Pedro González 63   |

### Apertura 5
| Data         | Mecz |
| ------------ | --- |
| 5 marca 2004 | CD Huachipato – CD Palestino 3:2 Héctor Mancilla 20, Rodrigo Millar 61, Luis Peña 64 – Cristian Fabbiani 54, 60k                             |
| 6 marca 2004 | Everton Viña del Mar – La Serena 2:0 Álvaro Villalón 46, Víctor González 80                                                                  |
| 6 marca 2004 | Unión San Felipe – Club Universidad de Chile 1:0 Freddy Armijo 5                                                                             |
| 6 marca 2004 | Unión Española – Audax Italiano 2:0 José Luis Sierra 83k, Raúl Arenas 90                                                                     |
| 6 marca 2004 | CSD Colo-Colo – Universidad Concepción 0:2 Miguel Ramírez 22s, Rodrigo Rain 58                                                               |
| 6 marca 2004 | Coquimbo Unido – Temuco 4:3 Marcelo Corrales 23, 58, Cristián Leiva 46, Juan González 85 – Sergio Vargas 17, Jorge Guzmán 68, César Díaz 77k |
| 7 marca 2004 | CSD Rangers – Cobreloa 0:2 Patricio Galaz 45, 80                                                                                             |
| 7 marca 2004 | Puerto Montt – CD Cobresal 4:0 Davis Reyes 18, Jorge Gálvez 62, 72, Pablo Bolados 87                                                         |
| 7 marca 2004 | CD Universidad Católica – Santiago Wanderers 0:1 Rodrigo Núñez 50                                                                            |

### Apertura 6
| Data          | Mecz |
| ------------- | --- |
| 9 marca 2004  | Club Universidad de Chile – Everton Viña del Mar 0:0                                                                                          |
| 9 marca 2004  | La Serena – CD Palestino 3:2 Mauricio Salazar 7, 10, Felipe Flores 84 – Matías Guerrero 62, Cristian Fabbiani 70                              |
| 10 marca 2004 | CD Universidad Católica – CD Huachipato 5:1 Rubén Capria 12k, Eduardo Rubio 51, Darío Husain 62, 89, Jean Beausejour 70 – Héctor Mancilla 45k |
| 10 marca 2004 | Santiago Wanderers – Coquimbo Unido 2:2 Héctor Robles 26, Jaime Riveros 57 – Marcelo Corrales 52, Rubén Ramírez 86                            |
| 10 marca 2004 | Temuco – CSD Colo-Colo 0:1 Braulio Leal 52k                                                                                                   |
| 10 marca 2004 | Universidad Concepción – CSD Rangers 0:0 |
| 10 marca 2004 | Audax Italiano – Puerto Montt 2:2 Carlos Reyes 45, Mauricio Cataldo 48 – David Reyes 34, César Cortés 38                                      |
| 10 marca 2004 | CD Cobresal – Unión San Felipe 2:2 Juan Quiroga 5, Diego Silva 21 – Héctor Santibańez 15, Carlos Bechthold 73                                 |
| 17 marca 2004 | Cobreloa – Unión Española 2:2 Patricio Galaz 73, Darío Fernández 77k – José Luis Sierra 4, 90k                                                |

### Apertura 7
| Data          | Mecz |
| ------------- | --- |
| 13 marca 2004 | Coquimbo Unido – CD Universidad Católica 3:2 Marcelo Corrales 35, Juan Manuel Lucero 36, Miguel Ángel Romero 43 – Juan González 10s, Darío Husaín 19 |
| 13 marca 2004 | Everton Viña del Mar – CD Cobresal 1:0 Víctor González 71k                                                                                           |
| 13 marca 2004 | Unión Española – Universidad Concepción 2:2 Rodrigo Raín 59s, José Luis Sierra 86k – Renzo Yáñez 32, Rodrigo Raín 70                                 |
| 14 marca 2004 | CD Huachipato – La Serena 4:2 Rodrigo Millar 29, 35, Horacio del Valle 50, Mauricio Aros 92 – Felipe Flores 26, Juan Carlos Madrid 38                |
| 14 marca 2004 | CD Palestino – Club Universidad de Chile 2:3 Cristian Fabbiani 24, Jorge Muñoz 42 – Diego Rivarola 48, Marco Olea 69, Sergio Gioino 85               |
| 14 marca 2004 | Unión San Felipe – Audax Italiano 1:1 Héctor Santibáńez 68k – Carlos Reyes 88                                                                        |
| 14 marca 2004 | Puerto Montt – Cobreloa 1:1 César Cortés 45 – Richard Estigarribia 40                                                                                |
| 14 marca 2004 | CSD Rangers – Temuco 2:3 Mario Núñez 45, Juan Luis Lobos 81 – Víctor Fuentes 4s, Cristían Canío 20, César Díaz 60                                    |
| 14 marca 2004 | CSD Colo-Colo – Santiago Wanderers 4:1 Braulio Leal 38k, 56, Juan Pablo Úbeda 70, Joel Soto 76 – José Antonio Franco 61                              |

### Apertura 8
| Data          | Mecz |
| ------------- | --- |
| 19 marca 2004 | Coquimbo Unido – CD Huachipato 3:2 Juan González 42, Juan Manuel Lucero 58, Marcelo Corrales 89 – Cristián Reynero 6, Héctor Mancilla 11 |
| 20 marca 2004 | Universidad Concepción – Puerto Montt 1:1 Hugo Droguett 13 – Álvaro Sarabia 65                                                           |
| 20 marca 2004 | Club Universidad de Chile – La Serena 3:1 Ezequiel Amaya 13, Diego Rivarola 33, Marco Olea 69 – Felipe Flores 19                         |
| 21 marca 2004 | CD Universidad Católica – CSD Colo-Colo 1:2 Rubén Capria 78k – Marcelo Espina 56, Francisco Huaiquipán 66                                |
| 21 marca 2004 | Santiago Wanderers – CSD Rangers 3:0 Jaime Riveros 9, 66, Paulo Pérez 79                                                                 |
| 21 marca 2004 | Temuco – Unión Española 2:2 Pedro Santander 63, Cristián Canío 67 – Sebastián Rozental 60, Pedro Reyes 82                                |
| 21 marca 2004 | Cobreloa – Unión San Felipe 3:1 Patricio Galaz 22, 55, Mauricio Dinamarca 86 – Rafael Celedón 19                                         |
| 21 marca 2004 | Audax Italiano – Everton Viña del Mar 1:1 Mauricio Cataldo 72 – Daniel González 62                                                       |
| 21 marca 2004 | CD Cobresal – CD Palestino 3:3 Juan Quiroga 30, Axel Ahumada 56, Gary Castillo 89 – Sergio Herrera 7, 16, Cristián Vilches 73            |

### Apertura 9
| Data            | Mecz |
| --------------- | --- |
| 2 kwietnia 2004 | Unión Española – Santiago Wanderers 0:1 Jaime Riveros 24 |
| 3 kwietnia 2004 | CD Huachipato – Club Universidad de Chile 2:1 Federico Bongioanni 14, Héctor Mancilla 45 – Diego Rivarola 26                                                |
| 3 kwietnia 2004 | CSD Colo-Colo – Coquimbo Unido 2:1 Manuel Neira 45, Rodolfo Madrid 76 – Juan Manuel Lucero 42                                                               |
| 3 kwietnia 2004 | La Serena – CD Cobresal 4:3 Ricardo Olivares 19, Fabián Acuña 22, Felipe Flores 40k, Sergio Navea 89 – Pablo Gilabert 30, Juan Quiroga 43, Gary Castillo 82 |
| 4 kwietnia 2004 | CD Palestino – Audax Italiano 3:5 Alejandro González 28, Cristian Fabbiani 40, Sergio Herrera 82 – Raul Muñoz 84, Luis Medina 94                            |
| 4 kwietnia 2004 | Everton Viña del Mar – Cobreloa 1:3 Álvaro Ormeño 43 – Patricio Galaz 11, Jonathan Cisternas 26, José Luis Villanueva 88                                    |
| 4 kwietnia 2004 | Unión San Felipe – Universidad Concepción 1:0 Sebastián Calderón 18                                                                                         |
| 4 kwietnia 2004 | Puerto Montt – Temuco 0:1 César Díaz 87 |
| 4 kwietnia 2004 | CSD Rangers – CD Universidad Católica 2:1 Luis Díaz 33, Leonardo Cauteruchi 90s – Sebastián Taborda 78                                                      |

### Apertura 10
| Data             | Mecz |
| ---------------- | --- |
| 8 kwietnia 2004  | Coquimbo Unido – CSD Rangers 4:2 Marcelo Corrales 13, Juan Manuel Lucero 29, 51, Francis Ferrero 77 – Claudio Elías 18, Sergio Vásquez 37              |
| 9 kwietnia 2004  | Audax Italiano – La Serena 3:3 Carlos Reyes 41, 85, Mauricio Cataldo 57k – Felipe Flores 6k, 44, Juan Carlos Madrid 61                                 |
| 9 kwietnia 2004  | Universidad Concepción – Everton Viña del Mar 2:4 Pedro Rivera 6, Hugo Droguett 22 – Héctor Suazo 14k, 65, 90k, Víctor González 16k                    |
| 10 kwietnia 2004 | CD Universidad Católica – Unión Española 0:4 Sebastián Rozental 49, José Luis Jerez 60, 88, Elton Troncoso 90                                          |
| 10 kwietnia 2004 | CD Cobresal – Club Universidad de Chile 0:1 Diego Rivarola 83                                                                                          |
| 11 kwietnia 2004 | Santiago Wanderers – Puerto Montt 5:0 Sergio Zúñiga 10, Jaime Riveros 15k, 38k, 49, José Franco 68                                                     |
| 11 kwietnia 2004 | CSD Colo-Colo – CD Huachipato 2:4 David Henriquez 26, Marcelo Espina 93k – Rodolfo Moya 11, Rodrigo Millar 77, Gabriel Sandoval 83, Héctor Mancilla 88 |
| 11 kwietnia 2004 | Cobreloa – CD Palestino 6:1 Mauricio Dinamarca 3k, Patricio Galaz 14, 27, 64, Jonathan Cisternas 66, Esteban González 79 – Roberto Castillo 54         |
| 11 kwietnia 2004 | Temuco – Unión San Felipe 1:0 Rubén Bascuñán 68 |

### Apertura 11
| Data             | Mecz |
| ---------------- | --- |
| 27 marca 2004    | CD Palestino – Universidad Concepción 0:1 Renzo Yáñez 39                                                         |
| 13 kwietnia 2004 | Club Universidad de Chile – Audax Italiano 0:1 Carlos Reyes 72                                                   |
| 14 kwietnia 2004 | CD Huachipato – CD Cobresal 3:1 Francisco Hernández 18, Rodrigo Millar 56, Héctor Mancilla 90 – Gary Castillo 22 |
| 14 kwietnia 2004 | Everton Viña del Mar – Temuco 5:0 Pedro Santander 29s, Nicolás Diez 47, Ariel Pereyra 55, 83, Alvaro Villalón 66 |
| 14 kwietnia 2004 | Unión San Felipe – Santiago Wanderers 0:2 Jaime Riveros 11, 84k                                                  |
| 14 kwietnia 2004 | Puerto Montt – CD Universidad Católica 1:1 César Cortés 24 – Mark González 84                                    |
| 14 kwietnia 2004 | Unión Española – Coquimbo Unido 2:1 Sebastián Rozental 60, Pedro González 80 – Marcelo Corrales 92               |
| 14 kwietnia 2004 | CSD Rangers – CSD Colo-Colo 1:2 Mario Núñez 20 – Juan Pablo Úbeda 85, 87                                         |
| 15 kwietnia 2004 | La Serena – Cobreloa 1:2 Felipe Flores 71 – Mauricio Dinamarca 67, Hernán Vigna 90                               |

### Apertura 12
| Data             | Mecz |
| ---------------- | --- |
| 17 kwietnia 2004 | CSD Colo-Colo – Unión Española 4:1 Gonzalo Fierro 11, Marcelo Espina 36k, Juan Pablo Úbeda 59, Silvio Fernández 65 – José Luis Sierra 45 |
| 17 kwietnia 2004 | Coquimbo Unido – Puerto Montt 4:0 Juan Manuel Lucero 27, Marcelo Corrales 39, 76, Miguel Ángel Romero 80                                 |
| 17 kwietnia 2004 | CD Universidad Católica – Unión San Felipe 4:0 Cristián Álvarez 65, 78, Sebastián Taborda 75, John Ahumada 88s                           |
| 17 kwietnia 2004 | Audax Italiano – CD Cobresal 4:0 Humberto Suazo 2, Carlos Reyes 10, 35, Mauricio Cataldo 90                                              |
| 18 kwietnia 2004 | CSD Rangers – CD Huachipato 2:2 Ramón Avila 73, Franco Jara 76 – Federico Bongioanni 15, Héctor Mancilla 52                              |
| 18 kwietnia 2004 | Santiago Wanderers – Everton Viña del Mar 4:0 Jaime Riveros 38, Jorge Ormeño 44, Sergio Zúñiga 49, José Franco 89                        |
| 18 kwietnia 2004 | Temuco – CD Palestino 2:1 César Díaz 5, Rodrigo Sanhueza 84 – Mario Berríos 62                                                           |
| 18 kwietnia 2004 | Universidad Concepción – La Serena 5:0 Cristián Gómez 21, Esteban Paredes 24, Mario Cáceres 39k, Renzo Yáñez 48, Ricardo Olivares 69s    |
| 18 kwietnia 2004 | Cobreloa – Club Universidad de Chile 3:0 José Rojas 15s, Mauricio Dinamarca 18, Patricio Galaz 88                                        |

### Apertura 13
| Data             | Mecz |
| ---------------- | --- |
| 21 kwietnia 2004 | CD Huachipato – Audax Italiano 2:0 Héctor Mancilla 27, Rodolfo Moya 56                                                                |
| 21 kwietnia 2004 | CD Cobresal – Cobreloa 2:3 Juan Quiroga 52, Jorge Baeza 89k – Patricio Galaz 9, 27, 42                                                |
| 21 kwietnia 2004 | Club Universidad de Chile – Universidad Concepción 3:1 Diego Rivarola 10, 36, Ezequiel Amaya 89k – Rodrigo Rain 16                    |
| 21 kwietnia 2004 | La Serena – Temuco 2:2 Cristián Villalobos 5, Mauricio Salazar 12 – Jorge Guzmán 44, César Díaz 71k                                   |
| 21 kwietnia 2004 | Unión San Felipe – Coquimbo Unido 2:1 Víctor Fernández 20, Nicolás Suárez 30 – Marcelo Corrales 56                                    |
| 21 kwietnia 2004 | Unión Española – CSD Rangers 1:2 Pedro Reyes 91 – Cristián Montecinos 24, Ramón Avila 28                                              |
| 22 kwietnia 2004 | Everton Viña del Mar – CD Universidad Católica 2:0 Cristián Álvarez 40s, Francisco Campos 44                                          |
| 22 kwietnia 2004 | CD Palestino – Santiago Wanderers 2:4 Rodrigo Toloza 58, Roberto Castillo 61 – Paulo Pérez 2, Sergio Zúñiga 53, Jaime Riveros 74k, 90 |
| 29 kwietnia 2004 | Puerto Montt – CSD Colo-Colo 3:3 David Reyes 37, Alvaro Saravia 57, Nicolás González 72 – Gonzalo Fierro 27, 41, Silvio Fernández 82  |

### Apertura 14
| Data             | Mecz |
| ---------------- | --- |
| 24 kwietnia 2004 | Temuco – Club Universidad de Chile 3:3 Ruben Bascuñan 8, César Díaz 14k, 47 – César Henríquez 23, Marco Olea 59, Sergio Gioino 76 |
| 24 kwietnia 2004 | Universidad Concepción – CD Cobresal 0:0                                                                                          |
| 24 kwietnia 2004 | Unión Española – CD Huachipato 2:1 Pedro González 72, 84 – Federico Bongioanni 57                                                 |
| 25 kwietnia 2004 | CD Universidad Católica – CD Palestino 2:1 Cristián Álvarez 46, Jean Beausejour 63 – Angel Carreño 36                             |
| 25 kwietnia 2004 | Cobreloa – Audax Italiano 1:1 Jonathan Cisternas 89 – Humberto Suazo 85                                                           |
| 25 kwietnia 2004 | CSD Rangers – Puerto Montt 3:2 Ramón Avila 18, Cristian Montecinos 50, Sergio Vásquez 87 – Oscar Vera 75, Pablo Bolados 84        |
| 25 kwietnia 2004 | Santiago Wanderers – La Serena 5:0 Jaime Riveros 29, 78, José Contreras 38, Ricardo Olivares 44s, Mauricio Rojas 83               |
| 25 kwietnia 2004 | CSD Colo-Colo – Unión San Felipe 1:1 Juan Pablo Úbeda 36 – Víctor Fernández 69                                                    |
| 25 kwietnia 2004 | Coquimbo Unido – Everton Viña del Mar 2:0 Cristian Leiva 12, Héctor Rodríguez 75s                                                 |

### Apertura 15
| Data             | Mecz |
| ---------------- | --- |
| 30 kwietnia 2004 | Club Universidad de Chile – Santiago Wanderers 2:2 Marco Olea 53, Sergio Goino 89k – Jaime Riveros 57k, José Franco 67                  |
| 30 kwietnia 2004 | La Serena – CD Universidad Católica 1:4 Felipe Flores 71 – Albert Acevedo 18, Cristián Álvarez 24, Mauricio Segovia 44, Rubén Capria 55 |
| 2 maja 2004      | CD Huachipato – Cobreloa 1:2 Luis Chavarría 72 – Daniel Pérez 81, Mauricio Dinamarca 83k                                                |
| 2 maja 2004      | Audax Italiano – Universidad Concepción 0:2 Mario Cáceres 61, Esteban Paredes 74                                                        |
| 2 maja 2004      | CD Cobresal – Temuco 0:3 César Díaz 32k, 66, Jorge Guzmán 73                                                                            |
| 2 maja 2004      | CD Palestino – Coquimbo Unido 2:3 Cristian Fabbiani 16, 65k – Cristián Leiva 35, Hugo Bravo 73, 87k                                     |
| 2 maja 2004      | Everton Viña del Mar – CSD Colo-Colo 0:2 Miguel Riffo 12, Juan Pablo Úbeda 47                                                           |
| 2 maja 2004      | Unión San Felipe – CSD Rangers 0:2 Cristián Montecinos 48, Eduardo Pinto 77                                                             |
| 2 maja 2004      | Puerto Montt – Unión Española 4:1 César Cortés 53, 76, Alvaro Saravia 63k, Angelo Alvarado 89 – Pedro González 51                       |

### Apertura 16
| Data        | Mecz |
| ----------- | --- |
| 4 maja 2004 | CD Universidad Católica – Club Universidad de Chile 1:2 Jean Beausejour 86k – Diego Rivarola 52, Sergio Gioino 55                                          |
| 5 maja 2004 | CSD Colo-Colo – CD Palestino 2:1 Luis Mena 22, Gonzalo Fierro 52 – Cristian Fabbiani 32k                                                                   |
| 5 maja 2004 | Santiago Wanderers – CD Cobresal 2:0 Héctor Robles 12, Jaime Riveros 76                                                                                    |
| 5 maja 2004 | Universidad Concepción – Cobreloa 3:0 Mario Cáceres 7, Juan José Ribera 24, Pedro Rivera 41k                                                               |
| 5 maja 2004 | Puerto Montt – CD Huachipato 2:1 César Cortés 49, 66 – Daniel Campos 39                                                                                    |
| 6 maja 2004 | Unión Española – Unión San Felipe 2:2 Pedro González 6, 92 – Rodrigo Soto 27, Héctor Santibáńez 81k                                                        |
| 6 maja 2004 | CSD Rangers – Everton Viña del Mar 1:0 Cristián Montecinos 70                                                                                              |
| 6 maja 2004 | Coquimbo Unido – La Serena 4:3 Juan González 3, Juan Manuel Lucero 24, Marcelo Corrales 42, 61k – Juan Carlos Madrid 45, Fabián Acuña 54, Felipe Flores 73 |
| 6 maja 2004 | Temuco – Audax Italiano 2:1 César Díaz 37k, 80k – Carlos Reyes 67                                                                                          |

### Apertura 17
| Data         | Mecz |
| ------------ | --- |
| 8 maja 2004  | CD Cobresal – CD Universidad Católica 0:1 Joel Estay 24                                                                           |
| 8 maja 2004  | Everton Viña del Mar – Unión Española 0:0                                                                                         |
| 9 maja 2004  | CD Huachipato – Universidad Concepción 2:2 Héctor Mancilla 48, Francisco Hernández 65 – Luis Pedro Figueroa 27, Cristián Gómez 71 |
| 9 maja 2004  | Cobreloa – Temuco 3:0 Patricio Galaz 36, 40, Jonathan Cisternas 53                                                                |
| 9 maja 2004  | Club Universidad de Chile – Coquimbo Unido 1:0 Diego Rivarola 78                                                                  |
| 9 maja 2004  | La Serena – CSD Colo-Colo 1:1 Mauricio Salazar 7 – Gonzalo Fierro 50                                                              |
| 9 maja 2004  | CD Palestino – CSD Rangers 0:0 |
| 9 maja 2004  | Unión San Felipe – Puerto Montt 1:2 Héctor Santibáńez 60k – Álvaro Sarabia 5, Nicolás Núñez 68                                    |
| 10 maja 2004 | Audax Italiano – Santiago Wanderers 1:1 Felipe González 20 – Jaime Riveros 67                                                     |

### Tabele końcowe turnieju Apertura 2004
Choć wszystkie kluby pierwszej ligi grały ze sobą każdy z każdym, to o mistrzostwie nie decydowała ogólna tabela. Kluby zostały wcześniej podzielone na 4 grupy. Do 1/8 finału awansowało bezpośrednio 10 klubów, natomiast 4 drużyny zakwalifikowały się do baraży (Repechaje). O awansie w pierwszej kolejności decydowało miejsce w grupie, a dopiero potem dorobek bramkowo-punktowy – dlatego doszło na przykład do takiej sytuacji, że klub Unión San Felipe awansował do baraży mając 17 punktów, a Deportes La Serena z 18 punktami odpadł z rozgrywek.

#### Grupa 1
| Poz | Klub             | Mecze | Zw | Rem | Por | Pkt | BrZd | BrStr |
| --- | ---------------- | ----- | -- | --- | --- | --- | ---- | ----- |
| 1   | CSD Colo-Colo    | 17    | 10 | 3   | 4   | 33  | 29   | 25    |
| 2   | Audax Italiano   | 17    | 5  | 6   | 6   | 21  | 31   | 28    |
| 3   | Unión San Felipe | 17    | 4  | 5   | 8   | 17  | 15   | 27    |
| 4   | CD Cobresal      | 17    | 1  | 3   | 13  | 6   | 19   | 40    |

#### Grupa 2
| Poz | Klub                   | Mecze | Zw | Rem | Por | Pkt | BrZd | BrStr |
| --- | ---------------------- | ----- | -- | --- | --- | --- | ---- | ----- |
| 1   | Universidad Concepción | 17    | 9  | 5   | 3   | 32  | 37   | 17    |
| 2   | Temuco                 | 17    | 7  | 3   | 7   | 24  | 24   | 34    |
| 3   | CSD Rangers            | 17    | 5  | 3   | 9   | 18  | 21   | 33    |
| 4   | La Serena              | 17    | 5  | 3   | 9   | 18  | 32   | 46    |
| 5   | CD Palestino           | 17    | 4  | 2   | 11  | 14  | 34   | 42    |

#### Grupa 3
| Poz | Klub                    | Mecze | Zw | Rem | Por | Pkt | BrZd | BrStr |
| --- | ----------------------- | ----- | -- | --- | --- | --- | ---- | ----- |
| 1   | Cobreloa                | 17    | 11 | 4   | 2   | 37  | 39   | 19    |
| 2   | Coquimbo Unido          | 17    | 9  | 2   | 6   | 29  | 39   | 37    |
| 3   | Unión Española          | 17    | 7  | 5   | 5   | 26  | 35   | 32    |
| 4   | Everton Viña del Mar    | 17    | 6  | 3   | 8   | 21  | 22   | 25    |
| 5   | CD Universidad Católica | 17    | 6  | 1   | 10  | 19  | 29   | 29    |

#### Grupa 4
| Poz | Klub                      | Mecze | Zw | Rem | Por | Pkt | BrZd | BrStr |
| --- | ------------------------- | ----- | -- | --- | --- | --- | ---- | ----- |
| 1   | Santiago Wanderers        | 17    | 11 | 3   | 3   | 36  | 37   | 15    |
| 2   | Club Universidad de Chile | 17    | 9  | 3   | 5   | 30  | 32   | 21    |
| 3   | CD Huachipato             | 17    | 8  | 3   | 6   | 27  | 35   | 31    |
| 4   | Puerto Montt              | 17    | 5  | 5   | 7   | 20  | 27   | 36    |

### Repechaje
| 12.05 2004 CSD Rangers – Puerto Montt 3:1 (1:1) 1:0 Sergio Vásquez 12, 1:1 David Reyes 14, 2:1 Carlos Cáceres 73s, 3:1 Mario Núñez 80 |
| 12.05 2004 Unión San Felipe – Everton Viña del Mar 2:1 (1:0) 1:0 Claudio Gómez 20, 2:0 Rodrigo Soto 53, 2:1 Alvaro Villalón 80        |

### 1/8 finału
| Unión San Felipe – Cobreloa 0:2 i 1:2 1 15.05 2004 0:1 Richard Estigarribia 71, 0:2 Patricio Galaz 90 2 23.05 2004 0:1 Richard Estigarribia 5, 1:1 Héctor Santibáńez 26k, 1:2 Patricio Galaz 37k                                                                  |
| CSD Rangers – Santiago Wanderers 1:1 i 0:3 1 15.05 2004 0:1 Jaime Riveros 50, 1:1 Cristián Montecinos 66 2 23.05 2004 0:1 Jaime Riveros 3, 0:2 Paulo Pérez 32, 0:3 José Franco 75                                                                                 |
| Unión Española – Club Universidad de Chile 3:1 i 1:1 1 16.05 2004 1:0 José Luis Sierra 27, 2:0 Raúl Arenas 31, 3:0 Sebastián Miranda 40, 3:1 Marco Olea 67 2 23.05 2004 0:1 Sergio Gioino 44, 1:1 Sebastián Rozental 88                                           |
| CD Huachipato – Coquimbo Unido 3:2 i 3:0 1 16.05 2004 0:1 Marcelo Corrales 5, 1:1 Rodrigo Millar 16, 1:2 Marcelo Corrales 55, 2:2 Rodrigo Millar 65, 3:2 Rodolfo Moya 84 2 23.05 2004 1:0 Roberto Bassaletti 30, 2:0 Gabriel Sandoval 51, 3:0 Cristián Reynero 74 |
| Deportes Temuco – Universidad Concepción 0:1 i 1:1 1 16.05 2004 0:1 Esteban Paredes 46 2 22.05 2004 1:0 Víctor Hugo Avalos 47, 1:1 Rodrigo Raín 55 |
| Audax Italiano – CSD Colo-Colo 0:1 i 0:1 1 16.05 2004 0:1 Marcelo Espina 75k 2 22.05 2004 0:1 Juan Pablo Úbeda 87 |

Obok sześciu zwycięskich drużyn do ćwierćfinału awansowały również dwa najlepsze w fazie ligowej kluby spośród tych, które przegrały swoje dwumecze – Deportes Temuco i Club Universidad de Chile.

### 1/4 finału
O awansie do półfinału decydowała różnica punktów uzyskana w dwumeczu. W przydpadku, gdy oba zespoły wygrały po jednym spotkaniu różnica bramkowa nie była brana pod uwagę i o awansie decydowała dogrywka. Różnica bramkowa była brana pod uwagę dopiero wtedy, gdy dogrywka zakończyła się remisem.
| Club Universidad de Chile – Universidad Concepción 1:0 i 0:2, dogr. 1:0 1 07.06 2004 1:0 Sergio Gioino 5 2 12.06 2004 0:1 Ricardo Viveros 26, 0:2 Esteban Paredes 44 dogrywka 1:0 Sergio Gioino 116                       |
| Unión Española – Santiago Wanderers 2:1 i 0:2, dogr. 1:1 1 08.06 2004 0:1 Jaime Riveros 38, 1:1 José Luis Sierra 39, 1:2 José Luis Sierra 86 2 12.06 2004 0:1 Juan Francisco Viveros 26, 0:2 Jaime Riveros 52k dogrywka ? |
| Deportes Temuco – Cobreloa 1:1 i 1:3 1 08.06 2004 0:1 Jonathan Cisternas 37, 1:1 César Díaz 45k 2 12.06 2004 0:1 Richard Estigarribia 27, 0:2 Patricio Galaz 38, 1:2 Patricio Lira 54, 1:3 Rodrigo Pérez 79               |
| CD Huachipato – CSD Colo-Colo 1:1 i 1:0 1 09.06 2004 0:1 Marcelo Espina 36k, 1:1 Héctor Mancilla 71 2 13.06 2004 1:0 Luis Chavarria 83                                                                                    |

### 1/2 finału
O awnasie do finału decydowała różnica punktów uzyskana w dwumeczu. W przydpadku, gdy oba zespoły uzyskały w obu meczach tyle samo punktów różnica bramkowa nie była brana pod uwagę i o awansie decydowała dogrywka. Różnica bramkowa była brana pod uwagę dopiero wtedy, gdy dogrywka zakończyła się remisem.
| CD Huachipato – Cobreloa 2:2 i 2:2, dogr. 0:1 1 16.06 2004 0:1 Jonathan Cisternas 17, 1:1 Héctor Mancilla 43k, 2:1 Rodolfo Moya 45+2, 2:2 Patricio Galaz 32 (mecz przerwany po pierwszej połowie z powodu mgły) 1 17.06 2004 dokończono drugą połowę meczu – żadna bramka już nie padła 2 19.06 2004 1:0 Héctor Mancilla 35, 1:1 Jonathan Cisternas 62, 1:2 Fernando Cornejo 82, 2:2 Cristián Reynero 90+3 dogrywka 0:1 Rodrigo Pérez 119 |
| Club Universidad de Chile – Santiago Wanderers 1:1 i 2:0 1 17.06 2004 1:0 Diego Rivarola 25, 1:1 Jaime Riveros 71k 2 20.06 2004 1:0 Marco Olea 70, 2:0 Cristián Muñoz 90 |

### Finał
| Club Universidad de Chile – Cobreloa 0:0 i 1:1, karne 4:2 |
| 23 czerwca 2004 Santiago Estadio Nacional (40 000) Club Universidad de Chile – Cobreloa 0:0 Sędzia: Rubén Selman Żółte kartki: Luis Musrri / Luis Fuentes, José Luis Villanueva Club Universidad de Chile (trener Héctor Pinto): Miguel Pinto – Manuel Iturra (71 Marco Olea), Arnaldo Espínola, Adrián Rojas, José Rojas, Cristhian Martínez, Luis Musrri, Mauricio Tampe (46 Cristián Muñoz), Nelson Pinto, Diego Rivarola, Sergio Gioino Club de Deportes Cobreloa (trener Fernando Díaz): Carlos Ortega – Esteban González, Luis Fuentes, Diego Guidi, Rodrigo Pérez, Hernán Vigna (58 Fernando Cornejo), Jonathan Cisternas, Mauricio Dinamarca (89 Cristián Morán), Juan Luis González, Richard Estigarribia (61 José Luis Villanueva), Patricio Galaz |
| 27 czerwca 2004 Calama Estadio Municipal (18 000) Cobreloa – Club Universidad de Chile 1:1 (1:1, 1:0), karne 2:4 Sędzia: Carlos Chandía Bramki: 1:0 Luis Fuentes 35, 1:1 Esteban González 52s Karne: Fernando Cornejo (-), Luis Fuentes (-), Darío Fernández (+), Patricio Galaz (+) – Cristián Muñoz (-), Nelson Pinto (+), Mauricio Tampe (+), Sergio Gioino (+), Johnny Herrera (+) Żółte kartki: Mauricio Dinamarca / Luis Musrri, Sergio Gioino, Diego Rivarola, Cristián Muñoz, Mauricio Tampe Club de Deportes Cobreloa (trener Fernando Díaz): Carlos Ortega – Esteban González (64 Fernando Cornejo), Luis Fuentes, Diego Guidi, Rodrigo Pérez, Boris González, Juan Luis González, Jonathan Cisternas, Mauricio Dinamarca (96 Darío Fernández), Richard Estigarribia (83 Daniel Pérez), Patricio Galaz Club Universidad de Chile (trener Héctor Pinto): Johnny Herrera – Manuel Iturra (60 Marco Olea), Arnaldo Espínola, Adrián Rojas, José Rojas, Víctor Cancino, Luis Musrri (77 Mauricio Tampe), Cristhian Martínez, Nelson Pinto, Diego Rivarola (109 Cristián Muñoz), Sergio Gioino |

Mistrzem Chile turnieju Apertura w roku 2004 został klub Club Universidad de Chile, natomiast wicemistrzem Chile – klub Cobreloa. Tytuł mistrza zapewnił drużynie Universidad de Chile udział w Copa Libertadores 2005.

### Klasyfikacja strzelców bramek
| Gole | Piłkarz          | Klub               |
| ---- | ---------------- | ------------------ |
| 23   | Patricio Galaz   | Cobreloa           |
| 22   | Jaime Riveros    | Santiago Wanderers |
| 17   | Felipe Flores    | Deportes La Serena |
| 16   | Héctor Mancilla  | CD Huachipato      |
| 14   | Marcelo Corrales | Coquimbo Unido     |
| 14   | José Luis Sierra | Unión Española     |

### Liguilla Pre-Copa Sudamericana
Celem turnieju było wyłonienie klubów mających reprezentować Chile w Copa Sudamericana 2004. W pierwszej rundzie w przypadku równego bilansu bramkowego dwumeczu obowiązywała znana w Europie zasada większej liczby bramek strzelonych na wyjeździe. Jeśli nadal był brak rozstrzygnięcia, nie było dogrywki i ewentualnych karnych, a o awansie dedcydował dorobek klubu uzyskany w turnieju Apertura. W następnych rundach przy równym bilansie dwumeczu decydował już tylko dorobek z Apertury.

#### Runda wstępna
| CD Palestino – CSD Rangers 2:2 i 1:5 1 28.06 2004 0:1 Bruno Pesce 11k, 1:1 Cristian Fabbiani 42, 2:1 David Reyes 57, 2:2 Ramón Avila 86 2 04.07 2004 0:1 Eduardo Pinto 2, 0:2 Matías Milozzi 5, 1:2 Cristian Fabbiani 40, 1:3 Rodrigo Riquelme 55, 1:4 Ramón Avila 87k, 1:5 Roberto Bishara 89s |
| Unión San Felipe – Santiago Wanderers 0:3 i 0:2 1 30.06 2004 0:1 Héctor Robles 52, 0:2 Paulo Pérez 59, 0:3 Pascual de Gregorio 60 2 04.07 2004 0:1 Pascual de Gregorio 23k, 0:2 José Franco 91                                                                                                  |

#### Pierwsza runda
| CD Cobresal – Cobreloa 2:2 i 2:1 1 07.07 2004 1:0 Cristóbal Aliste 34, 2:0 Juan Cisternas 36, 2:1 Fernando Cornejo 50, 2:2 Fernando Cornejo 73 2 10.07 2004 0:1 Mauricio Dinamarca 50, 1:1 Juan Cisternas 65, 2:1 Jorge Baeza 79 |
| Deportes La Serena – Coquimbo Unido 2:0 i 1:3 1 07.07 2004 1:0 Mauricio Salazar 25, 2:0 Patricio Rubina 80 2 10.07 2004 0:1 Juan Carlos Madrid 18, 1:1 Marcelo Corrales 28k, 2:1 Carlos Carmona 81, 3:1 Marcelo Corrales 90k |
| Everton Viña del Mar – Santiago Wanderers 2:5 i 3:2 1 07.07 2004 0:1 Jaime Riveros 1, 0:2 Pascual de Gregorio 11,0:3 José Soto Délano 25, 0:4 José Soto Délano 44, 1:4 Héctor Suazo 69, 2:4 Héctor Suazo 79, 2:5 Paulo Pérez 85 2 11.07 2004 0:1 José Soto Délano 17, 1:1 Alvaro Villalón 21, 2:1 Nicolás Diez 60, 3:1 Héctor Suazo 63, 3:2 Jaime Riveros 66 |
| CD Universidad Católica – CSD Colo-Colo 1:1 i 2:3 1 07.07 2004 1:0 Eduardo Rubio 12, 1:1 Mauricio Donoso 52 2 17.07 2004 1:0 Roberto Gutiérrez 11, 1:1 Fernando Fica 41, 1:2 Mauricio Donoso 54, 2:2 Kormac Valdebeniro 74, 2:3 Juan Pablo Úbeda 81 |
| Unión Española – Club Universidad de Chile 1:0 i 0:0 1 07.07 2004 1:0 José Luis Jerez 4 2 18.07 2004 |
| CSD Rangers – Audax Italiano 0:1 i 1:0 1 07.07 2004 0:1 Jaime González 20 2 10.07 2004 1:0 Carlos Garrido 42 dzięki lepszemu dorobkowi w turnieju Apertura dalej awansował klub Audax Italiano |
| CD Huachipato – Universidad Concepción 0:2 i 2:2 1 07.07 2004 0:1 Ricardo Viveros 24, 0:2 Mario Cáceres 51 2 10.07 2004 0:1 Patricio Monsalvez 15, 1:1 Rodolfo Moya 18, 1:2 Mario Cáceres 36, 2:2 Rodolfo Moya 88 |
| Deportes Puerto Montt – Deportes Temuco 1:1 i 1:2 1 07.07 2004 1:0 César Cortés 54, 1:1 César Díaz 60 2 10.07 2004 1:0 Alvaro Saravia 1, 1:1 Sebastián Roco 69, 1:2 Pedro Santander 71 |

#### Druga runda
| Deportes Temuco – Universidad Concepción 3:5 i 2:0 1 21.07 2004 1:0 Omar Opazo 1, 1:1 Mario Cáceres 10, 1:2 Luis Pedro Figueroa 12, 1:3 Mario Cáceres 18, 1:4 Mario Cáceres 21, 2:4 Jorge Guzmán 68, 2:5 Carlos Verdugo 76, 3:5 Omar Opazo 86 2 25.07 2004 1:0 Cristián Canío 60, 2:0 Jorge Guzmán 88 dzięki lepszemu dorobkowi uzyskanemu w turnieju Apertura do dalszych gier awansował klub Universidad Concepción |
| CD Cobresal – Deportes La Serena 2:1 i 2:1 1 21.07 2004 1:0 Juan Quiroga 61k, 1:1 Patricio Rubina 65, 2:1 Juan Quiroga 78 2 24.07 2004 1:0 Juan Cisternas 19, 1:1 Juan Carlos Madrid 71, 2:1 Juan Quiroga 90+3 |
| Santiago Wanderers – CSD Colo-Colo 2:0 i 0:2 1 22.07 2004 1:0 Manuel Neira 63, 2:0 Manuel Neira 72 2 25.07 2004 0:1 José Soto Délano 23, 0:2 Pascual de Gregorio 28 dzięki lepszemu dorobkowi uzyskanemu w turnieju Apertura do dalszych gier awansował klub Santiago Wanderers |
| Audax Italiano – Unión Española 0:2 i 0:3 1 22.07 2004 0:1 Elton Troncoso 22, 0:2 Rodrigo Ríos 86 2 24.07 2004 0:1 Gonzalo Villagra 54, 0:2 Sebastián Miranda 64, 0:3 José Luis Sierra 71k |

#### Runda finałowa
| CD Cobresal – Santiago Wanderers 2:2 i 1:3 1 28.07 2004 0:1 Pascual de Gregorio 55k, 1:1 Juan Cisternas 71k, 1:2 Rodrigo Núñez 72, 2:2 Juan Cisternas 74 2 05.08 2004 0:1 Jaime Riveros 5, 1:1 Jorge Baeza 23, 1:2 Jaime Riveros 70, 1:3 Rodrigo Nuñez 33 |
| Unión Española – Universidad Concepción 0:0 i 0:2 1 28.07 2004 2 05.08 2004 0:1 Silvio Fernández 50, 0:2 Luis Pedro Figueroa 89 |

Do turnieju Copa Sudamericana 2004 zakwalifikowały się: Santiago Wanderers i Universidad Concepción.

## Torneo Clausura 2004

### Clausura 1
| Data            | Mecz |
| --------------- | --- |
| 31 lipca 2004   | Cobreloa – Santiago Wanderers 1:1 Fernando Cornejo 69 – Paulo Pérez 82                                    |
| 31 lipca 2004   | CD Palestino – Unión Española 2:1 Cristián Fabianni 6, Roberto Castillo 75 – José Luis Sierra 70k         |
| 31 lipca 2004   | Audax Italiano – CD Universidad Católica 2:3 Raul Muñoz 7, 67k – Iván Vásquez 34, Cristián Álvarez 44, 78 |
| 1 sierpnia 2004 | Universidad Concepción – Temuco 0:0                                                                       |
| 1 sierpnia 2004 | La Serena – CSD Rangers 1:1 Marcelo Caro 64 – Bruno Pesce 90+6k                                           |
| 1 sierpnia 2004 | CD Cobresal – Coquimbo Unido 2:1 Juan Cisternas 29, 83 – Juan González 25                                 |
| 1 sierpnia 2004 | Unión San Felipe – CD Huachipato 1:0 Rafael Celedón 5                                                     |
| 1 sierpnia 2004 | Everton Viña del Mar – Puerto Montt 1:1 Héctor Suazo 10 – Angelo Alvarado 45                              |
| 1 sierpnia 2004 | Club Universidad de Chile – CSD Colo-Colo 0:1 Miguel Riffo 24                                             |

### Clausura 2
| Data            | Mecz |
| --------------- | --- |
| 7 sierpnia 2004 | CSD Rangers – Club Universidad de Chile 0:1 Sergio Gioino 5                                                |
| 7 sierpnia 2004 | Puerto Montt – CD Palestino 1:0 Nicolás Núñez 90                                                           |
| 7 sierpnia 2004 | Unión San Felipe – Everton Viña del Mar 1:1 Rafael Celedón 51 – Héctor Crossa 24                           |
| 7 sierpnia 2004 | CD Universidad Católica – Cobreloa 2:1 José Pedro Fuenzalida 13, Darío Conca 88 – Patricio Galaz 57        |
| 7 sierpnia 2004 | CD Huachipato – Temuco 2:2 Héctor Mancilla 49, 74 – Victor Avalos 28, Cristián Canío 51                    |
| 7 sierpnia 2004 | Coquimbo Unido – Audax Italiano 1:3 Mario Corrales 75 – Boris Rieloff 13, Raul Muñoz 28, Jaime González 38 |
| 8 sierpnia 2004 | Santiago Wanderers – Universidad Concepción 0:1 Carlos Verdugo 80                                          |
| 8 sierpnia 2004 | CSD Colo-Colo – CD Cobresal 4:0 Matías Fernández 46, 52, Marco Millape 49, Germán Real 90+3                |
| 8 sierpnia 2004 | Unión Española – La Serena 1:1 José Luis Sierra 15 – Marcelo Caro 22                                       |

### Clausura 3
| Data             | Mecz |
| ---------------- | --- |
| 10 sierpnia 2004 | Universidad Concepción – CD Universidad Católica 4:1 Rodrigo Rain 9, Cristián Gómez 19, Mario Cáceres 43, Alejandro Vásquez 84 – José Pedro Fuenzalida 39 |
| 11 sierpnia 2004 | Club Universidad de Chile – Unión Española 2:2 Diego Rivarola 6, Sergio Gioino 90+1 – José Luis Jerez 15, Roberto Ordenes 31                              |
| 11 sierpnia 2004 | CD Palestino – Unión San Felipe 2:1 Cristian Fabbiani 5, Esteban Valencia 79 – Rafael Celedón 38                                                          |
| 11 sierpnia 2004 | Cobreloa – Coquimbo Unido 3:1 Patricio Galaz 24, 77, 86 – Francis Ferrero 90+1                                                                            |
| 11 sierpnia 2004 | Everton Viña del Mar – CD Huachipato 2:0 Nelson Crossa 12, 56                                                                                             |
| 11 sierpnia 2004 | Temuco – Santiago Wanderers 3:3 Rodrigo Sanhueza 54, Rubén Bascuñán 87, Cristián Canío 90+3 – Orlando Bareiro 32, 52, 81                                  |
| 11 sierpnia 2004 | La Serena – Puerto Montt 0:1 Nicolás Núñez 77 |
| 12 sierpnia 2004 | Audax Italiano – CSD Colo-Colo 1:2 Pablo Lenci 63 – Adrián Fernández 67, Matías Fernández 76                                                              |
| 12 sierpnia 2004 | CD Cobresal – CSD Rangers 2:1 Cristián Tapia 44, Juan Quiroga 68 – Juan Luis Lobos 48                                                                     |

### Clausura 4
| Data             | Mecz |
| ---------------- | --- |
| 14 sierpnia 2004 | CD Universidad Católica – Temuco 3:2 José Pedro Fuenzalida 6, José Luis Villanueva 30, Roberto Gutiérrez 32 – Cristián Canío 49, Víctor Avalos 54 |
| 14 sierpnia 2004 | Puerto Montt – Club Universidad de Chile 2:0 Álvaro Sarabia 22, 84                                                                                |
| 15 sierpnia 2004 | Coquimbo Unido – Universidad Concepción 2:0 Marcelo Corrales 10, Miguel Romero 62                                                                 |
| 15 sierpnia 2004 | Everton Viña del Mar – CD Palestino 0:1 Cristian Fabbiani 69                                                                                      |
| 15 sierpnia 2004 | CD Huachipato – Santiago Wanderers 1:2 Héctor Mancilla 29 – Iván Alvarez 64, José Soto Délano 90+3                                                |
| 15 sierpnia 2004 | Unión San Felipe – La Serena 2:0 Héctor Santibáńez 31k, Hernán Torres 60                                                                          |
| 15 sierpnia 2004 | CSD Colo-Colo – Cobreloa 2:2 Juan Gonzalo Lorca 21, Marcelo Verón 74 – Jonathan Cisternas 20, Mauricio Dinamarca 52                               |
| 15 sierpnia 2004 | CSD Rangers – Audax Italiano 1:2 Rodrigo Riquelme 12 – Felipe González 43, Humberto Suazo 48                                                      |
| 15 sierpnia 2004 | Unión Española – CD Cobresal 1:2 Pedro González 82 – José Contreras 55, Danilo Miranda 67                                                         |

### Clausura 5
| Data             | Mecz |
| ---------------- | --- |
| 20 sierpnia 2004 | CD Palestino – CD Huachipato 2:3 Cristian Fabbiani 76, Roberto Castillo 78 – Luis Chavarría 45, Mauricio Salazar 53, Rodrigo Millar 80                                     |
| 21 sierpnia 2004 | La Serena – Everton Viña del Mar 3:0 Sebastián Páez 16, Juan José Ossandón 49, 52                                                                                          |
| 21 sierpnia 2004 | Club Universidad de Chile – Unión San Felipe 3:0 Sergio Gioino 45k, Mauricio Tampe 71, Marco Olea 89                                                                       |
| 21 sierpnia 2004 | Universidad Concepción – CSD Colo-Colo 2:0 Cristián Gómez 44, Pedro Rivera 87k                                                                                             |
| 22 sierpnia 2004 | Audax Italiano – Unión Española 1:1 Humberto Suazo 72 – Emerson 70 |
| 22 sierpnia 2004 | Temuco – Coquimbo Unido 1:1 Víctor Avalos 66 – Rodrigo Henríquez 70s |
| 22 sierpnia 2004 | Cobreloa – CSD Rangers 5:2 Arturo Norambuena 31, 68, 72, Patricio Galaz 59, Rodrigo Pérez 64k – Matías Milozzi 21, Bruno Pesce 79k                                         |
| 22 sierpnia 2004 | CD Cobresal – Puerto Montt 4:2 Juan Cisternas 57, 67, Juan Quiroga 59k, Diego Ruiz 90+2 – César Cortés 4, Álvaro Sarabia 77k                                               |
| 22 sierpnia 2004 | Santiago Wanderers – CD Universidad Católica 1:3 Iván Alvarez 16 – Roberto Gutiérrez 57, José Pedro Fuenzalida 85, Jorge Quinteros 88 mecz rozegrany został w Viña del Mar |

### Clausura 6
| Data             | Mecz |
| ---------------- | --- |
| 27 sierpnia 2004 | Unión San Felipe – CD Cobresal 1:1 Luis Núñez 33 – Juan Cisternas 25                                                        |
| 28 sierpnia 2004 | Unión Española – Cobreloa 2:0 Pedro González 84, Elton Troncoso 90+1                                                        |
| 28 sierpnia 2004 | CD Palestino – La Serena 5:1 David Reyes 29, 50, Roberto Castillo 44, César Burgos 80, 82 – Álex Comas 88                   |
| 28 sierpnia 2004 | CD Huachipato – CD Universidad Católica 1:2 Gabriel Sandoval 53 – José Luis Villanueva 29, Jorge Quinteros 64               |
| 28 sierpnia 2004 | Coquimbo Unido – Santiago Wanderers 3:2 Miguel Ángel Romero 52, Marcelo Corrales 63, 76 – Iván Álvarez 24, Jaime Riveros 58 |
| 28 sierpnia 2004 | CSD Colo-Colo – Temuco 2:1 Moisés Villarroel 25, Matías Fernández 60 – César Díaz 9                                         |
| 28 sierpnia 2004 | CSD Rangers – Universidad Concepción 2:1 Omar Enrique Mallea 12k, 40 – Juan José Ribera 65                                  |
| 29 sierpnia 2004 | Everton Viña del Mar – Club Universidad de Chile 0:0                                                                        |
| 29 sierpnia 2004 | Puerto Montt – Audax Italiano 0:2 Humberto Suazo 31, 73                                                                     |

### Clausura 7
| Data                | Mecz |
| ------------------- | --- |
| 7 września 2004     | CD Cobresal – Everton Viña del Mar 0:1 Álvaro Ormeño 33 |
| 8 września 2004     | La Serena – CD Huachipato 1:3 Alex Comas 60 – Cristian Reynero 39, Rodrigo Millar 42, Rodolfo Moya 53                                                            |
| 8 września 2004     | Club Universidad de Chile – CD Palestino 4:1 Sergio Gioino 32, 64, Nelson Pinto 67, Marco Olea 87 – Roberto Castillo 84                                          |
| 8 września 2004     | Audax Italiano – Unión San Felipe 3:1 Jaime González 15, Humberto Suazo 39k, Felipe González 76 – Héctor Santibáńez 43k                                          |
| 8 września 2004     | Cobreloa – Puerto Montt 2:1 Mauricio Dinamarca 45, Patricio Galaz 55 – César Cortés 35                                                                           |
| 8 września 2004     | Temuco – CSD Rangers 2:2 Víctor Avalos 32, César Díaz 57 – Matías Milozzi 5, Juan Luis Lobos 15                                                                  |
| 9 września 2004     | CD Universidad Católica – Coquimbo Unido 3:3 Jorge Ormeño 38, José Luis Villanueva 80, Rafael Olarra 89 – Marcelo Corrales 8, Carlos Carmona 17, Germán Navea 69 |
| 30 września 2004    | Santiago Wanderers – CSD Colo-Colo 1:2 Paulo Pérez 30 – Marcelo Verón 61, Felipe Flores 81                                                                       |
| 9 października 2004 | Universidad Concepción – Unión Española 1:0 Mario Cáceres 90 |

### Clausura 8
| Data             | Mecz |
| ---------------- | --- |
| 11 września 2004 | Puerto Montt – Universidad Concepción 0:0 |
| 11 września 2004 | Unión San Felipe – Cobreloa 1:3 Cristián Gaona 88 – Mauricio Dinamarca 37, José Luis Díaz 46, Juan Robledo 59s                                      |
| 11 września 2004 | CD Palestino – CD Cobresal 1:0 Roberto Castillo 61                                                                                                  |
| 12 września 2004 | CSD Colo-Colo – CD Universidad Católica 1:1 Moisés Villarroel 36 – Jorge Quinteros 23                                                               |
| 12 września 2004 | Unión Española – Temuco 2:3 Pedro González 38, 63 – Rubén Bascuñán 23, César Díaz 36, 44k                                                           |
| 12 września 2004 | Everton Viña del Mar – Audax Italiano 4:2 Héctor Suazo 37k, 50, Alejandro Escalona 71, Daniel González 79 – Jaime González 75, Humberto Suazo 90+2k |
| 12 września 2004 | CSD Rangers – Santiago Wanderers 4:2 Miguel Ayala 13, Juan Luis Lobos 19, Matías Milozzi 40, 56 – Jaime Riveros 24, Iván Alvarez 28                 |
| 12 września 2004 | CD Huachipato – Coquimbo Unido 1:0 Pedro Morales 77                                                                                                 |
| 12 września 2004 | La Serena – Club Universidad de Chile 1:3 Alex Comas 19 – Diego Rivarola 6, Gamadiel García 47, Sergio Gioino 59                                    |

### Clausura 9
| Data              | Mecz |
| ----------------- | --- |
| 16 września 2004  | Audax Italiano – CD Palestino 0:0 |
| 17 września 2004  | Santiago Wanderers – Unión Española 0:1 José Luis Sierra 88                                                                                    |
| 17 września 2004  | Club Universidad de Chile – CD Huachipato 2:1 Diego Rivarola 32, Sergio Gioino 76 – Héctor Mancilla 41k                                        |
| 17 września 2004  | CD Cobresal – La Serena 6:1 Jorge Baeza 15, 85k, Juan Cisternas 17, 53, Juan Quiroga 20, 56 – Alex Comas 30                                    |
| 17 września 2004  | Cobreloa – Everton Viña del Mar 6:0 Patricio Galaz 34, 45, Mauricio Dinamarca 37, José Luis Díaz 58, Juan Luis González 86, Daniel Pérez 87    |
| 17 września 2004  | Universidad Concepción – Unión San Felipe 1:1 Luis Pedro Figueroa 24 – Percy Araya 87                                                          |
| 17 września 2004  | Temuco – Puerto Montt 4:2 Sergio Salas 26, Cristián Canío 56, Rubén Bascuñán 77, Víctor Hugo Avalos 86 – Nicolás Núñez 67, Álvaro Sarabia 90+2 |
| 17 września 2004  | CD Universidad Católica – CSD Rangers 0:0 |
| 10 listopada 2004 | Coquimbo Unido – CSD Colo-Colo 1:0 Manuel García 16                                                                                            |

### Clausura 10
| Data             | Mecz |
| ---------------- | --- |
| 24 września 2004 | CD Palestino – Cobreloa 1:1 Germán Tagle 90+1 – Patricio Galaz 37                                                 |
| 25 września 2004 | Unión Española – CD Universidad Católica 1:2 Pedro González 11 – Pablo Caballero Cáceres 5, Eduardo Rubio 90+4    |
| 25 września 2004 | CD Huachipato – CSD Colo-Colo 2:2 Rodrigo Millar 47, Germán Sandoval 87 – Matías Fernández 18, Mauricio Donoso 45 |
| 25 września 2004 | Everton Viña del Mar – Universidad Concepción 2:1 Álvaro Ormeño 33, Héctor Suazo 75 – Renzo Yáñez 55              |
| 26 września 2004 | CSD Rangers – Coquimbo Unido 0:0                                                                                  |
| 26 września 2004 | La Serena – Audax Italiano 3:1 Alex Comas 45, Marcelo Caro 56, Cristián Uribe 90+5 – Carlos Reyes 78              |
| 26 września 2004 | Club Universidad de Chile – CD Cobresal 2:0 Gamadiel García 38, Waldo Ponce 89                                    |
| 26 września 2004 | Puerto Montt – Santiago Wanderers 1:0 Álvaro Sarabia 8                                                            |
| 26 września 2004 | Unión San Felipe – Temuco 1:0 Héctor Santibáńez 49k                                                               |

### Clausura 11
| Data                | Mecz |
| ------------------- | --- |
| 1 października 2004 | Universidad Concepción – CD Palestino 2:0 Fernando Solís 64k, Silvio Fernández 76                                             |
| 2 października 2004 | Audax Italiano – Club Universidad de Chile 1:1 Humberto Suazo 57 – Marco Olea 72                                              |
| 2 października 2004 | CD Universidad Católica – Puerto Montt 0:0                                                                                    |
| 2 października 2004 | Coquimbo Unido – Unión Española 2:2 Germán Navea 24, Cristián Leiva 66 – José Luis Jerez 21, Pedro González 78                |
| 3 października 2004 | CD Cobresal – CD Huachipato 1:3 Juan Cisternas 30 – Héctor Mancilla 16, 62, Rodolfo Moya 90                                   |
| 3 października 2004 | Temuco – Everton Viña del Mar 2:1 César Díaz 75, 84 – Héctor Suazo 69                                                         |
| 3 października 2004 | Santiago Wanderers – Unión San Felipe 2:4 José Contreras 10, Jaime Riveros 56 – Rodrigo Soto 31, 34, 67, Héctor Santibáńez 59 |
| 3 października 2004 | CSD Colo-Colo – CSD Rangers 0:0                                                                                               |
| 3 października 2004 | Cobreloa – La Serena 1:1 Patricio Galaz 66k – Alex Comas 52                                                                   |

### Clausura 12
| Data                 | Mecz                                                                                                |
| -------------------- | --------------------------------------------------------------------------------------------------- |
| 16 października 2004 | Unión Española – CSD Colo-Colo 3:0 Pedro González 6, Sebastián Rozental 35, 40                      |
| 16 października 2004 | Puerto Montt – Coquimbo Unido 0:2 Juan González 74, Francis Ferrero 85                              |
| 16 października 2004 | CD Cobresal – Audax Italiano 1:1 Rodrigo Viligrón 29 – Carlos Villanueva 74                         |
| 16 października 2004 | CD Huachipato – CSD Rangers 4:0 Mauricio Salazar 29, Pedro Morales 35, Rodolfo Moya 38, 74          |
| 16 października 2004 | CD Palestino – Temuco 1:2 Rodrigo Toloza 87 – César Díaz 42, 62k                                    |
| 16 października 2004 | La Serena – Universidad Concepción 0:1 Ricardo Viveros 5                                            |
| 17 października 2004 | Club Universidad de Chile – Cobreloa 2:1 Gamadiel García 54, Rodrigo Barrera 84 – Patricio Galaz 28 |
| 17 października 2004 | Unión San Felipe – CD Universidad Católica 1:0 Luis Núñez 32                                        |
| 17 października 2004 | Everton Viña del Mar – Santiago Wanderers 0:1 Paulo Pérez 37                                        |

### Clausura 13
| Data                 | Mecz |
| -------------------- | --- |
| 20 października 2004 | Coquimbo Unido – Unión San Felipe 0:0 |
| 20 października 2004 | Audax Italiano – CD Huachipato 3:0 Jaime González 31, 53, Carlos Reyes 43                                                                        |
| 20 października 2004 | CSD Rangers – Unión Española 3:2 Bruno Pesce 48k, Ramón Avila 52, Fabián Ibarra 77 – Sebastián Rozental 40, Pedro González 43                    |
| 20 października 2004 | Temuco – La Serena 3:3 Víctor Avalos 28, Cristián Canío 60, 67 – Marcelo Caro 32, Alex Comas 36, Carlos Alzamora 81                              |
| 20 października 2004 | Santiago Wanderers – CD Palestino 2:0 Mauricio Rojas 56, Sergio Zúñiga 89                                                                        |
| 20 października 2004 | CSD Colo-Colo – Puerto Montt 1:0 Miguel Aceval 69                                                                                                |
| 20 października 2004 | Cobreloa – CD Cobresal 1:1 José Luis Díaz 72 – Luis Díaz 59                                                                                      |
| 21 października 2004 | CD Universidad Católica – Everton Viña del Mar 5:0 Cristián Álvarez 20, Darío Conca 31, José Luis Villanueva 48, Eduardo Rubio 56, Joel Estay 89 |
| 14 listopada 2004    | Universidad Concepción – Club Universidad de Chile 0:0                                                                                           |

### Clausura 14
| Data                 | Mecz |
| -------------------- | --- |
| 23 października 2004 | Audax Italiano – Cobreloa 2:2 Carlos Reyes 53, Humberto Suazo 85 – Daniel Pérez 43, 61                                                                         |
| 23 października 2004 | Club Universidad de Chile – Temuco 2:2 Víctor Cancino 21, Marco Olea 39 – César Díaz 42, Patricio Lira 55                                                      |
| 24 października 2004 | CD Cobresal – Universidad Concepción 3:2 Diego Ruiz 9, 25, Rodrigo Viligrón 90 – Fernando Solís 36k, 88                                                        |
| 24 października 2004 | CD Huachipato – Unión Española 0:1 Gonzalo Jara 44s |
| 24 października 2004 | CD Palestino – CD Universidad Católica 0:3 Jorge Acuña 60, Joel Estay 66, 89                                                                                   |
| 24 października 2004 | Puerto Montt – CSD Rangers 3:0 Nicolás Núñez 43, César Cortés 51, Johnny Lillo 62                                                                              |
| 24 października 2004 | La Serena – Santiago Wanderers 3:2 Raúl Quiroz 22, Alex Comas 85, Juan Carlos Madrid 87 – Rodrigo Núñez 51, José Soto Délano 62                                |
| 24 października 2004 | Unión San Felipe – CSD Colo-Colo 1:5 John Ahumada 48 – Juan Gonzalo Lorca 16, Miguel Aceval 19, Miguel Ramírez 60k, Fernando Meneses 75, Matías Fernández 90+2 |
| 24 października 2004 | Everton Viña del Mar – Coquimbo Unido 2:0 Daniel González 14, Álvaro Ormeño 35                                                                                 |

### Clausura 15
| Data                 | Mecz |
| -------------------- | --- |
| 27 października 2004 | Temuco – CD Cobresal 3:3 Patricio Lira 30, César Díaz 43, Omar Opazo 82 – Juan Quiroga 24, Diego Ruiz 32, 57     |
| 28 października 2004 | Cobreloa – CD Huachipato 2:0 José Luis Díaz 48, Richard Estigarribia 84                                          |
| 28 października 2004 | Universidad Concepción – Audax Italiano 1:3 Carlos Verdugo 47 – Humberto Suazo 11, 22, Jaime González 26         |
| 28 października 2004 | CSD Colo-Colo – Everton Viña del Mar 1:1 Juan Gonzalo Lorca 39 – Jorge Delgado 63                                |
| 28 października 2004 | Unión Española – Puerto Montt 0:0                                                                                |
| 29 października 2004 | Santiago Wanderers – Club Universidad de Chile 1:2 Paulo Pérez 49 – Nelson Pinto 71k, Marco Olea 90+3            |
| 29 października 2004 | CD Universidad Católica – La Serena 4:1 Cristián Álvarez 40, Joel Estay 55, 66, Eduardo Rubio 83 – Alex Comas 72 |
| 29 października 2004 | Coquimbo Unido – CD Palestino 2:2 Marcelo Corrales 6, 54 – David Reyes 56, Cristian Fabbiani 75                  |
| 29 października 2004 | CSD Rangers – Unión San Felipe 1:1 Rodrigo Castro 17 – Rodrigo Soto 45                                           |

### Clausura 16
| Data             | Mecz |
| ---------------- | --- |
| 2 listopada 2004 | CD Huachipato – Puerto Montt 3:1 Mauricio Salazar 29, 57, Mauricio Aros 41k – Jorge Gálvez 35                                      |
| 2 listopada 2004 | CD Palestino – CSD Colo-Colo 2:3 Roberto Castillo 62, Cristian Fabbiani 74 – Germán Real 17, Matías Fernández 21, Miguel Aceval 50 |
| 3 listopada 2004 | CD Cobresal – Santiago Wanderers 5:1 Cristián Gálvez 17, Juan Cisternas 60, Juan Quiroga 63, Claudio Pérez 84, 86 – Paulo Pérez 54 |
| 3 listopada 2004 | Cobreloa – Universidad Concepción 2:3 Daniel Pérez 17, Jonathan Cisternas 86 – Renzo Yáñez 66, Mario Cáceres 73, Pedro Rivera 82k  |
| 3 listopada 2004 | Unión San Felipe – Unión Española 0:2 Raúl Arenas 48, José Luis Sierra 83                                                          |
| 3 listopada 2004 | Everton Viña del Mar – CSD Rangers 4:0 Nelson Crossa 4, 24, 56, Héctor Rodríguez 38                                                |
| 3 listopada 2004 | La Serena – Coquimbo Unido 2:1 Alex Comas 25, 75 – Manuel García 17                                                                |
| 3 listopada 2004 | Audax Italiano – Temuco 4:0 Humberto Suazo 38, 44, Carlos Reyes 59, Benjamín Ruiz 84                                               |
| 4 listopada 2004 | Club Universidad de Chile – CD Universidad Católica 0:0                                                                            |

### Clausura 17
| Data             | Mecz |
| ---------------- | --- |
| 6 listopada 2004 | CSD Colo-Colo – La Serena 3:1 Juan Gonzalo Lorca 41, Matías Fernández 69, Miguel Aceval 90+1k – Alex Comas 36                     |
| 6 listopada 2004 | Santiago Wanderers – Audax Italiano 3:2 José Soto Délano 7, Paulo Pérez 21, 42 – Humberto Suazo 45, 79                            |
| 7 listopada 2004 | CD Universidad Católica – CD Cobresal 0:1 Cristobal Aliste 2                                                                      |
| 7 listopada 2004 | Unión Española – Everton Viña del Mar 2:1 José Luis Sierra 15, Sebastián Rozental 63 – Daniel González 1                          |
| 7 listopada 2004 | Universidad Concepción – CD Huachipato 2:0 Mario Cáceres 74, Hugo Droguett 88                                                     |
| 7 listopada 2004 | Temuco – Cobreloa 4:4 Cristián Canío 13, 63, Rodrigo Sanhueza 45, Víctor Avalos 71 – Patricio Galaz 11, 26, 90+2, Daniel Pérez 76 |
| 7 listopada 2004 | Coquimbo Unido – Club Universidad de Chile 1:3 Nicolás Corvetto 69 – Sergio Gioino 5, Diego Rivarola 38, Marco Olea 90+3          |
| 7 listopada 2004 | CSD Rangers – CD Palestino 2:3 Ramón Avila 23, 78 – Cristian Fabbiani 39, 46, David Reyes 60                                      |
| 7 listopada 2004 | Puerto Montt – Unión San Felipe 1:1 Nicolás Núñez 16 – Rodrigo Soto 90+3                                                          |

### Tabele końcowe turnieju Clausura 2004
Choć wszystkie kluby pierwszej ligi grały ze sobą każdy z każdym, to o mistrzostwie nie decydowała ogólna tabela. Kluby zostały wcześniej podzielone na 4 grupy. Do 1/8 finału awansowało bezpośrednio 11 klubów, natomiast 2 drużyny zakwalifikowały się do baraży (Repechaje). O awansie w pierwszej kolejności decydowało miejsce w grupie, a dopiero potem dorobek bramkowo-punktowy – dlatego doszło na przykład do takiej sytuacji, że klub Deportes Puerto Montt awansował do baraży mając 17 punktów, a CD Palestino z 21 punktami odpadł z rozgrywek.

#### Grupa 1
| Poz | Klub           | Mecze | Zw | Rem | Por | Pkt | BrZd | BrStr |
| --- | -------------- | ----- | -- | --- | --- | --- | ---- | ----- |
| 1   | Audax Italiano | 17    | 7  | 5   | 5   | 26  | 33   | 24    |
| 2   | Cobreloa       | 17    | 6  | 7   | 4   | 25  | 37   | 26    |
| 3   | Unión Española | 17    | 6  | 5   | 6   | 23  | 24   | 20    |
| 4   | La Serena      | 17    | 4  | 4   | 9   | 16  | 23   | 38    |

#### Grupa 2
| Poz | Klub               | Mecze | Zw | Rem | Por | Pkt | BrZd | BrStr |
| --- | ------------------ | ----- | -- | --- | --- | --- | ---- | ----- |
| 1   | Coquimbo Unido     | 17    | 4  | 6   | 7   | 18  | 21   | 26    |
| 2   | Unión San Felipe   | 17    | 5  | 6   | 6   | 18  | 18   | 25    |
| 3   | Puerto Montt       | 17    | 5  | 5   | 7   | 17  | 16   | 20    |
| 4   | Santiago Wanderers | 17    | 4  | 2   | 11  | 14  | 24   | 36    |

Klubom Unión San Felipe i Puerto Montt odjęto po trzy punkty, gdyż kluby te w sierpniu nie zapłaciły należności swoim graczom

#### Grupa 3
| Poz | Klub                      | Mecze | Zw | Rem | Por | Pkt | BrZd | BrStr |
| --- | ------------------------- | ----- | -- | --- | --- | --- | ---- | ----- |
| 1   | CSD Colo-Colo             | 17    | 9  | 5   | 3   | 32  | 28   | 18    |
| 2   | Club Universidad de Chile | 17    | 9  | 6   | 2   | 30  | 27   | 14    |
| 3   | Temuco                    | 17    | 4  | 9   | 4   | 21  | 34   | 36    |
| 4   | CD Palestino              | 17    | 6  | 3   | 8   | 21  | 23   | 28    |
| 5   | CSD Rangers               | 17    | 3  | 6   | 8   | 15  | 19   | 33    |

Klubowi Club Universidad de Chile odjęto trzy punkty, gdyż klub ten we wrześniu nie zapłacił należności swoim graczom.

#### Grupa 4
| Poz | Klub                    | Mecze | Zw | Rem | Por | Pkt | BrZd | BrStr |
| --- | ----------------------- | ----- | -- | --- | --- | --- | ---- | ----- |
| 1   | CD Universidad Católica | 17    | 9  | 5   | 3   | 32  | 32   | 19    |
| 2   | CD Cobresal             | 17    | 8  | 4   | 5   | 28  | 32   | 26    |
| 3   | Universidad Concepción  | 17    | 8  | 4   | 5   | 28  | 22   | 16    |
| 4   | Everton Viña del Mar    | 17    | 6  | 4   | 7   | 22  | 20   | 26    |
| 5   | CD Huachipato           | 17    | 6  | 2   | 9   | 20  | 24   | 26    |

### Repechaje
| 21.11 2004 Puerto Montt – Everton Viña del Mar 1:2 (1:1) 0:1 Jorge Delgado 5, 1:1 Jorge Andres Alvarado Torres 25, 1:2 Héctor Suazo 55 |

### 1/8 finału
| Cobreloa – Audax Italiano 5:2 i 1:2 1 24.11 2004 1:0 Daniel Pérez 5, 2:0 Daniel Pérez 15, 2:1 Humberto Suazo 28, 3:1 José Luis Díaz 33, 4:1 Daniel Pérez 43, 5:1 Patricio Galaz 48, 5:2 Carlos Villanueva 89 2 27.11 2004 0:1 Humberto Suazo 12, 0:2 Humberto Suazo 50k, 1:2 Richard Estigarribia 70                                                           |
| Unión Española – Universidad Concepción 0:0 i 1:1, karne 3:1 1 24.11 2004 2 28.11 2004 0:1 Ricardo Viveros 10, 1:1 Rodrigo Ríos 52 |
| Everton Viña del Mar – CD Cobresal 3:2 i 0:1, karne 1:3 1 24.11 2004 1:0 Cristián Castañeda 3, 1:1 Diego Ruiz 34, 1:2 César Santis 53, 2:2 Héctor Suazo 59k, 3:2 Martín Crossa 73 2 28.11 2004 0:1 Diego Ruiz 82 |
| Coquimbo Unido – CSD Colo-Colo 3:7 i 1:1 1 24.11 2004 0:1 Angel Carreño 10, 0:2 Adrián Fernández 32, 0:3 Germán Real 34, 0:4 Rodrigo Castro 47s, 0:5 Miguel Aceval 60, 1:5 Marcelo Corrales 72k, 1:6 Darío Cajaravilla 77, 2:6 Marcelo Corrales 81, 3:6 Miguel Aceval 82k, 3:7 Marcelo Corrales 88 2 27.11 2004 0:1 Gonzalo Fierro 41, 1:1 Marcelo Corrales 80 |
| Unión San Felipe – CD Universidad Católica 2:2 i 0:3 1 25.11 2004 1:0 Luis Núñez 11, 1:1 Cristián Álvarez 35, 1:2 Rodrigo Soto 37, 2:2 Eduardo Rubio 53 2 28.11 2004 0:1 Cristián Álvarez 3, 0:2 Rafael Olarra 49k, 0:3 Eduardo Rubio 89 |
| Deportes Temuco – Club Universidad de Chile 2:0 i 0:2, karne 3:5 1 25.11 2004 1:0 César Díaz 54, 2:0 Patricio Lira 68 2 28.11 2004 0:1 Marco Olea 51, 0:2 Rodrigo Barrera 61 |

Obok sześciu zwycięskich drużyn do ćwierćfinału awansowały również dwa najlepsze w fazie ligowej kluby spośród tych, które przegrały swoje dwumecze – Deportes Temuco i Everton Viña del Mar.

### 1/4 finału
| Cobreloa – CD Cobresal 2:1 i 2:2 1 01.12 2004 1:0 Patricio Galaz 33k, 1:1 Rodrigo Viligrón 54, 2:1 Patricio Galaz 56 2 04.12 2004 0:1 Diego Ruiz 8, 0:2 Juan Quiroga 23k, 1:2 José Luis Díaz 52, 2:2 Daniel Pérez 55 |
| Deportes Temuco – CD Universidad Católica 3:1 i 2:6 1 01.12 2004 1:0 Cristián Canío 33, 1:1 Pablo Caballero Cáceres 72, 2:1 César Díaz 77, 3:1 Cristián Canío 90+1 2 04.12 2004 0:1 Eros Pérez 18, 1:1 Mauricio Zenteno 20s, 1:2 Jorge Quinteros 31, 1:3 César Díaz 34, 2:3 Eduardo Rubio 45, 2:4 Jorge Quinteros 58, 2:5 Cristián Álvarez 74, 2:6 José Luis Villanueva 81 |
| Unión Española – Club Universidad de Chile 4:3 i 2:3, karne 4:2 1 02.12 2004 1:0 Victor Cancino 6s, 2:0 José Luis Sierra 31, 2:1 Marco Olea 33, 3:1 Roberto Ordenes 38, 3:2 Sergio Gioino 51, 4:2 José Luis Jerez 75, 4:3 Sergio Gioino 84k 2 05.12 2004 1:0 Rodrigo Ríos 13, 1:1 Sergio Gioino 43k, 1:2 Sergio Gioino 79, 1:3 Cristián Muñoz 86, 2:3 José Luis Sierra 90k |
| Everton Viña del Mar – CSD Colo-Colo 1:3 i 4:3 1 02.12 2004 0:1 Mauricio Donoso 33, 1:1 Héctor Suazo 45, 1:2 Mauricio Donoso 52, 1:3 Miguel Ramírez 77 2 05.12 2004 1:0 Nelson Crossa 23, 2:0 Miguel Aceval 37s, 2:1 Miguel Aceval 43k, 2:2 Rodolfo Madrid 54, 3:2 Héctor Suazo 63k, 4:2 Daniel González 79, 4:3 César Santis 84s                                          |

### 1/2 finału
| Cobreloa – CSD Colo-Colo 4:1 i 1:1 1 08.12 2004 1:0 José Luis Díaz 36, 1:1 Miguel Aceval 48, 2:1 Patricio Galaz 41, 3:1 José Luis Díaz 63, 4:1 Patricio Galaz 70 2 11.12 2004 1:0 José Luis Díaz 36, 1:1 Marco Millape 55                                                         |
| Unión Española – CD Universidad Católica 3:1 i 1:3, karne 4:3 1 09.12 2004 1:0 José Luis Sierra 6, 2:0 Rodrigo Ríos 28, 3:0 José Luis Jerez 64, 3:1 Jorge Quinteros 90+1 2 12.12 2004 0:1 Eros Pérez 15, 0:2 Jorge Quinteros 55k, 0:3 Jorge Quinteros 79, 1:3 José Luis Sierra 87 |

### Finał
| Unión Española – Cobreloa 1:3 i 0:0 |
| 16 grudnia 2004 Santiago Estadio Santa Laura (15 000) Unión Española – Cobreloa 1:3 (0:1) Sędzia: Rubén Selman Bramki: 0:1 Daniel Pérez 28, 0:2 Rodrigo Pérez 52, 1:2 José Luis Jerez 68, 1:3 Sebastián Miranda 80s Żółte kartki: Sebastián Miranda, Jaime Rubilar / Diego Guidi, Daniel Pérez Czerwone kartki: Jaime Rubilar 62 / - Unión Española (trener Fernando Carvallo): José María Buljubasich – Raúl Arenas, Dante Poli, Jaime Rubilar, Sebastián Miranda, Roberto Ordenes, Juan Pablo Toro, José Luis Jerez, José Luis Sierra, Rodrigo Ríos (46 Sebastián Rozental), Pedro González (84 Elton Troncoso) Club de Deportes Cobreloa (trener Nelson Acosta): Carlos Ortega – Boris González (46 Eduardo Arancibia), Luis Fuentes, Diego Guidi, Rodrigo Pérez, Yerko Darlic, Juan Luis González, Jonathan Cisternas (79 Cristián Morán), José Luis Díaz; Patricio Galaz, Daniel Pérez (85 Richard Estigarribia) |
| 19 grudnia 2004 Calama Estadio Municipal (15 000) Cobreloa – Unión Española 0:0 Sędzia: Pablo Pozo Żółte kartki: Eduardo Arancibia, Jonathan Cisternas / Sebastián Miranda Club de Deportes Cobreloa (trener Nelson Acosta): Carlos Ortega – Eduardo Arancibia, Luis Fuentes, Diego Guidi, Rodrigo Pérez, Juan Luis González, Yerko Darlic (64 Cristián Morán), Jonathan Cisternas, José Luis Díaz (83 Fernando Cornejo), Patricio Galaz, Daniel Pérez (75 Richard Estigarribia) Unión Española (trener Fernando Carvallo): José María Buljubasich – Sebastián Miranda, Juan Pablo Toro, Dante Poli (58 Alexis Norambuena), Omar Riquelme, Roberto Ordenes, Raúl Arenas, José Luis Jerez (64 Elton Troncoso), José Luis Sierra, Pedro González, Sebastián Rozental (46 Rodrigo Ríos) |

Mistrzem Chile turnieju Clausura w roku 2004 został klub Cobreloa, natomiast wicemistrzem Chile – klub Unión Española. Tytuł mistrza zapewnił drużynie Cobreloa udział w Copa Libertadores 2005.

### Klasyfikacja strzelców bramek
| Gole | Piłkarz        | Klub                      |
| ---- | -------------- | ------------------------- |
| 19   | Patricio Galaz | Cobreloa                  |
| 17   | Humberto Suazo | Audax Italiano            |
| 13   | César Díaz     | Deportes Temuco           |
| 12   | Alex Comas     | Deportes La Serena        |
| 12   | Sergio Gioino  | Club Universidad de Chile |

## Tabela sumaryczna sezonu 2004
Tabela obejmuje sumaryczny dorobek klubów w turniejach Apertura i Clausura, zebrany w tych częściach mistrzostw, w których kluby grały ze sobą każdy z każdym.
| Poz | Klub                      | Mecze | Zw | Rem | Por | Pkt | BrZd | BrStr |
| --- | ------------------------- | ----- | -- | --- | --- | --- | ---- | ----- |
| 1   | CSD Colo-Colo             | 34    | 19 | 8   | 7   | 65  | 57   | 43    |
| 2   | Cobreloa                  | 34    | 17 | 11  | 6   | 62  | 76   | 45    |
| 3   | Universidad Concepción    | 34    | 17 | 9   | 8   | 60  | 59   | 33    |
| 4   | Club Universidad de Chile | 34    | 18 | 9   | 7   | 57  | 59   | 35    |
| 5   | CD Universidad Católica   | 34    | 15 | 6   | 13  | 51  | 61   | 48    |
| 6   | Santiago Wanderers        | 34    | 15 | 5   | 14  | 50  | 61   | 51    |
| 7   | Unión Española            | 34    | 13 | 10  | 11  | 49  | 59   | 52    |
| 8   | Audax Italiano            | 34    | 12 | 11  | 11  | 47  | 64   | 52    |
| 9   | CD Huachipato             | 34    | 14 | 5   | 15  | 47  | 59   | 57    |
| 10  | Coquimbo Unido            | 34    | 13 | 8   | 13  | 47  | 60   | 63    |
| 11  | Temuco                    | 34    | 11 | 12  | 11  | 45  | 58   | 70    |
| 12  | Everton Viña del Mar      | 34    | 12 | 7   | 15  | 43  | 42   | 51    |
| 13  | Puerto Montt              | 34    | 10 | 10  | 14  | 37  | 43   | 56    |
| 14  | CD Palestino              | 34    | 10 | 5   | 19  | 35  | 57   | 70    |
| 15  | CD Cobresal               | 34    | 9  | 7   | 18  | 34  | 51   | 66    |
| 16  | La Serena                 | 34    | 9  | 7   | 18  | 34  | 55   | 84    |
| 17  | CSD Rangers               | 34    | 8  | 9   | 17  | 33  | 40   | 66    |
| 18  | Unión San Felipe          | 34    | 9  | 11  | 14  | 32  | 33   | 52    |